# Wolfgang Heyder
Wolfgang Heyder (* 26. Oktober 1956 in Schweinfurt) ist ein deutscher Sportfunktionär. Er war Geschäftsführer der Spielbetriebsgesellschaft Franken 1st des Basketball-Bundesligisten Brose Baskets Bamberg, für die und deren Vorgängergesellschaft Basket Bamberg er ab der Saison 1999/2000 bis nach der Saison 2013/14 in diesem Amt tätig war. Anschließend bekleidete er bei den Vereinen HSC 2000 Coburg, Oettinger Rockets, XXL Baskets Erfurt und Heitec Volleys Führungspositionen.

## Leben
Heyder kam als Schüler über Bert Peßler mit dem Basketballsport in Berührung und begann seine Vereinslaufbahn im Basketball bei 1860 Bamberg. Sein erster Trainer war dort Hans Herbst.
Vor (und teils neben) seiner Tätigkeit als Geschäftsführer am Schreibtisch war Heyder auch als Basketballtrainer auf dem Feld tätig. Er betreute im Herrenbereich die Zweitliga-Mannschaften des FC Baunach, der DJK Falke Nürnberg und des TSV Tröster Breitengüßbach über viele Jahre von 1989 bis 1999.
1999 übernahm die Basket Bamberg GmbH & Co. KG mit Heyder als Geschäftsführer die Bundesliga-Lizenz des TTL Universa Bamberg, ab 2007 war er Geschäftsführer der Franken 1st Basketball Holding GmbH, die zunächst die Kooperation zwischen Bamberg und Nürnberg leitete und in der 2013 die Basket Bamberg GmbH & Co. KG aufging. Die Vereine FC Baunach, DJK Falke Nürnberg und TSV Tröster Breitengüßbach hatte Heyder als Kooperationspartner des Erstligisten unter dem Dach Franken 1st integriert, wobei die Nürnberger 2008 aus diesem Verbund ausschieden. Zudem war er während seines Engagements als Geschäftsführer bis 2010 als verantwortlicher Trainer des mittlerweile viertklassigen FC Baunach aktiv, auch wenn er diese Tätigkeit aufgrund anderer Verpflichtungen mit Kollegen teilte. Darüber hinaus betreute er als Trainer über die Jahre etliche Nachwuchsmannschaften und gewann 2002 mit dem TSV Breitengüßbach die Deutsche Meisterschaft der U20-Junioren. Dies war nach knapp 50 Jahren der erste Titel einer bayerischen Mannschaft und der erste Titelgewinn einer fränkischen Mannschaft überhaupt in diesem Nachwuchswettbewerb, der mittlerweile durch die Nachwuchs-Basketball-Bundesliga abgelöst wurde. Daraufhin wurde er 2002 als Deutscher Basketball-Jugendtrainer des Jahres ausgezeichnet.
Während seiner Zeit als Geschäftsführer gewann die Bamberger Mannschaft ihre ersten sechs Meistertitel. Nachdem man 2005 und 2007 erstmals als GHP Bamberg Deutscher Meister wurde, gewann man von 2010 an dreimal hintereinander das deutsche Double in Verbindung mit dem Pokalsieg und 2013 die Meisterschaft.
Nach der Saison 2013/14 trat Heyder als Geschäftsführer zurück, nachdem die Brose Baskets in dieser Saison keine großen sportlichen Erfolge erzielen konnten. Er blieb zunächst als Leiter des Jugendprogramms weiter bei den Brose Baskets tätig, allerdings wurde er im November 2014 vom Verein suspendiert. Zum Jahresende 2014 zog sich Heyder auch vom Posten des Zweiten Vorsitzenden des Brose Baskets e. V. zurück und übte damit im Basketball der Brose Baskets kein Amt mehr aus.
Der in Pödeldorf wohnhafte Heyder ist zudem politisch tätig, so rückte er 2012 für die SPD in den Bamberger Kreistag nach.
Im März 2015 trat er das Amt des Geschäftsführers beim Handball-Zweitligisten HSC 2000 Coburg an. Nach knapp einem Jahr wurde die Trennung zum Ende der Saison 2015/16 bekannt gegeben. Im April 2015 wurde Heyder vom Bayerischen Basketball Verband (BBV) für seine Tätigkeit als BBV-Vorstandsmitglied für Leistungssport mit dem Ehrenzeichen in Silber ausgezeichnet. Ab Sommer 2016 war Heyder zunächst Berater, dann Leiter Sport und wirtschaftliche Entwicklung des Zweitligisten Oettinger Rockets in Gotha und damit am Aufstieg der Mannschaft in die erste Liga im Frühjahr 2017 beteiligt. Im Lauf der Saison verlor man den Hauptgeld- und Namensgeber der Mannschaft, die Oettinger Brauerei, und stieg am Ende der Saison wieder aus der Bundesliga ab. Zudem gelang es dem Verein nicht, für das Spieljahr 2018/19 die „wirtschaftlichen Rahmenbedingungen“ für den Spielbetrieb in der 2. Bundesliga ProA zu erfüllen, sodass die Teilnahmeberechtigung nicht wahrgenommen wurde und sich der Gothaer Basketball aus dem Profi-Geschäft verabschieden musste. Damit endete Heyders Amtszeit bei den Thüringern.
Im Juni 2018 gründete er zusammen mit Florian Gut und weiteren Gesellschaftern aus Erfurt die XXL Baskets GmbH, um den Profibasketball in der Gegend nach dem Aus der Rockets zu erhalten. Die Löwen erhielten durch eine Lizenzübertragung von den Artland Dragons, die wiederum in die 2. Bundesliga ProA aufstiegen, die Teilnahmeberechtigung für die 2. Bundesliga ProB. Als Gesellschafter und Manager arbeitete Heyder am Aufbau der neuen Erfurter Mannschaft mit. Nach drei Jahren stieg Heyder als Gesellschafter in Erfurt wieder aus. Im Sommer 2019 übernahm er zusätzlich zu seiner Tätigkeit in Erfurt beim Volleyball-Bundesligisten Heitec Volleys aus Eltmann Aufgaben im Bereich Vermarktung und Sponsorengewinnung. Im Dezember wurde ein Insolvenzverfahren bei den Eltmannern eröffnet.
Im Sommer 2020 kehrte Heyder als ehrenamtlicher Nachwuchskoordinator nach Bamberg zurück. Diese Funktion hatte er schon einmal bis 2014 inne. Mit Wirkung zum 15. März 2024 beendete Heyder diese Tätigkeit. Unmittelbar darauf wurde er beim Liga-Konkurrenten Würzburg als neuer Gesellschafter vorgestellt.

## Auszeichnungen
- 2002 Deutscher Basketball-Jugendtrainer des Jahres nach Gewinn der U20-Meisterschaft der männlichen Jugend
- 2011 Träger der Fränkischen Verdienstmedaille[34]
- 2015 „Ehrenzeichen in Silber“ des Bayerischen Basketball Verbandes